# Adewizm
Adewizm (od sanskryckiego dewa, utworzone analogicznie do słowa ateizm) – termin, który wprowadził Friedrich Max Müller, aby określić negację wszystkich bogów, a w szczególności bogów hinduizmu. Müller użył go w  Gifford Lectures w odniesieniu do filozofii Wedanty. Współcześnie termin ten jest rzadko spotykany, choć czasami jest używany, aby określić niedowierzanie w istnienie jakichkolwiek bogów, w odróżnieniu od niewiary tylko w judeochrześcijańskiego Boga.